# Ramon Vila i Colomer
Ramón Vila i Colomer, més conegut per Vila de Viladrau (Viladrau, ca. 1820 - Barcelona, 1894) fou un oficial carlí en la Tercera Guerra Carlina.Era un ric propietari influent a la cadena muntanyenca de Les Guilleries i el Montseny.
Amic personal de Savalls, comandà tropes carlines durant la Tercera guerra carlina. És recordat per haver donat l'ordre de la matança d'uns 110 voluntaris i fugitius carlins de Vic el dia 10 de gener de 1874 prop de mas Santandreu de Collformic. Sembla que prèviament consultà què calia fer amb els presoners a l'Auguet, de qui en depenia, i que aquest ordenà de matar-los. Tanmateix, també es comentà que entre els assassinats hi havien persones a qui en Vila devia diners.